# Glycolanđehit
Glycolanđehit là hợp chất hữu cơ có công thức HOCH2-CHO. Đây là phân tử đơn giản nhất nhất có chứa cả nhóm anđehit và nhóm hiđroxyl. Nó là một phân tử có phản ứng cao xảy ra cả trong sinh quyển và môi trường liên sao. Nó thường được cung cấp dưới dạng chất rắn màu trắng. Mặc dù nó tuân theo công thức chung cho các cacbohydrat, Cn(H2O)m, nó thường không được coi là đường đơn.